# 杨进 (1972年)
杨进（1972年12月—），男，蒙古族，新疆奇台人，中华人民共和国政治人物，研究生学历，工程硕士，中共党员，现任内蒙古自治区人民政府副主席。